# Myto

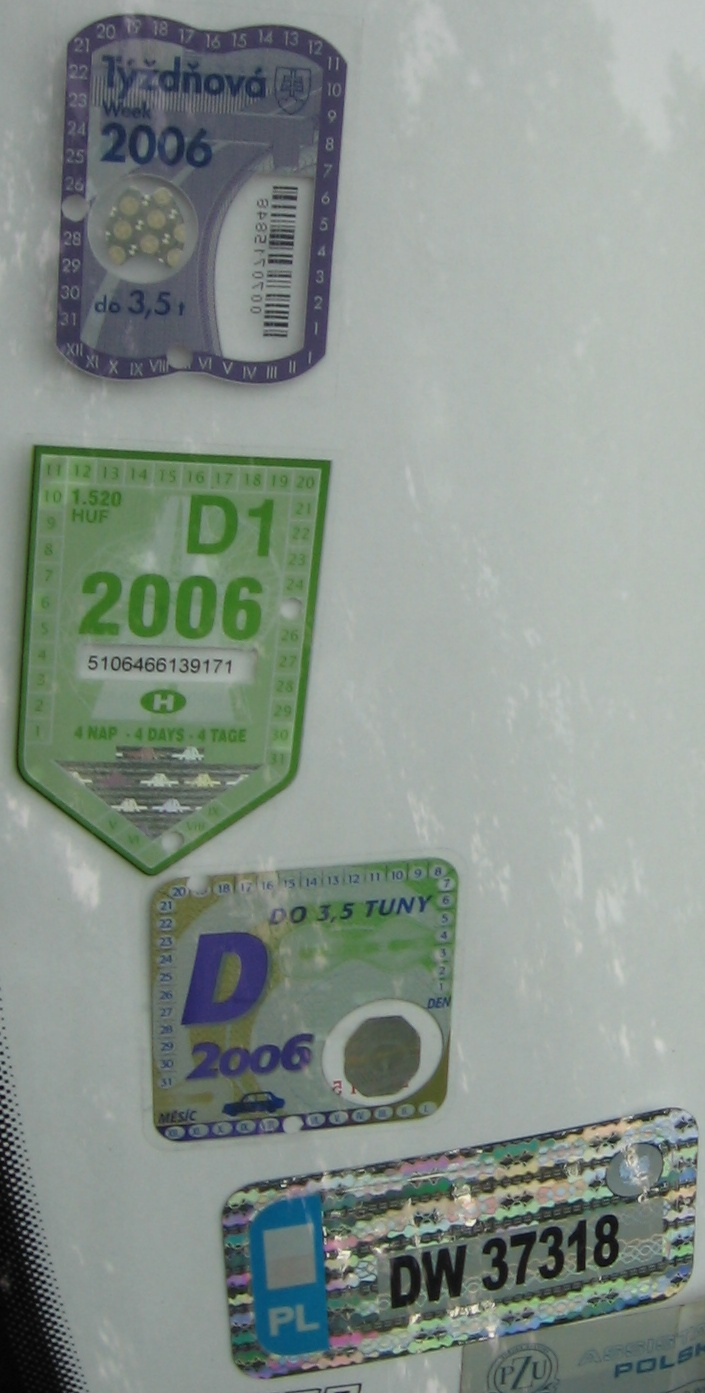
„winiety” – dowody wniesienia opłat okresowych za przejazd autostradami (na przedniej szybie samochodu)

Myto (od niem. Maut) – opłata pobierana za przejazd drogą, autostradą, mostem, tunelem itp., jako podatek centralny bądź lokalny lub też przez prywatnego właściciela obiektu.
Początkowo, w średniowieczu, opłata ta pobierana była za przewożone towary (niezależnie od ilości i rodzaju) w specjalnie do tego celu ustawianych na szlakach handlowych komorach celnych. Na przełomie XIV-XV w. myto oddzielono od cła i wówczas przybrało ono postać opłaty za usługę, przeprawę, przejazd czy przewóz. 
Wśród stosowanych zasad ustalania ceny występują:
- opłata za pojedynczy przejazd (zobacz: → opłaty za przejazd polskimi autostradami)
- opłata okresowa, np. za autostrady w Czechach
- opłata naliczana od kilometra, np. za autostrady we Francji.

Opłata zwykle jest też zróżnicowana w zależności od rodzaju pojazdu (np. za ciężarówkę wynosi więcej, za motocykl mniej). Niekiedy stosuje się preferencyjne warunki dla mieszkańców danej okolicy bądź kraju. Spotkać można również stawki zróżnicowane zależnie od pory doby (np. brytyjska autostrada M6 Toll).